# RV Falkor
Pour les articles homonymes, voir Falkor et Seefalke.
 (août 2019).
Le RV Falkor (ex-Seefalke ; RV pour Research Vessel) est le navire océanographique de la Schmidt Ocean Institute (en), une fondation privée créée en mars 2019 par Eric Schmidt, un homme d'affaires américain et de son épouse Wendy Schmidt (en) dont le siège est à Palo Alto en Californie.

## Historique
Le RV Falkor a été construit à l'origine sous le nom de Seefalke en 1981 au chantier Orenstein & Koppel à Lübeck, en Allemagne, en tant que navire de protection halieutique. Au cours d'un important chantier de réfection au chantier naval Peters Schiffbau de Wewelsfleth, en Allemagne, de 2009 au début de 2012, il a été converti en navire océanographique. La conversion a été financée par Eric et Wendy Schmidt dans le but de permettre aux chercheurs de l'utiliser gratuitement, à condition qu'ils rendent leurs résultats gratuits pour le public dans les deux mois suivant la recherche.

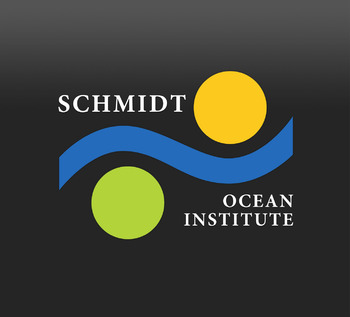
Logo de la Schmidt Ocean Institute

En 2012, l'équipe du Falkor a découvert l'épave du Terra, navire avec lequel Robert Falcon Scott mena son expédition en Antarctique entre 1910 et 1913, en cartographiant les fonds marins du Groenland.
En août 2013, des scientifiques canadiens ont étudié la dynamique de l'hypoxie dans la "zone morte" de l'océan Pacifique au large de l'île de Vancouver.

### Installations
Falkor est doté d'un cadre en A SWL de 9 tonnes recouvrant le tableau arrière, d'un cadre en f SWL de 3,175 tonnes et de 2 grues articulées permettant de soulever au moins 2 tonnes sur l'ensemble du pont de travail arrière. Le câble du treuil de la sonde CTD Hydro peut être posé sur l'un d'eux.
Sur le pont principal, un laboratoire sec comprend une salle de contrôle de 28 m² pour les véhicules ROV/Echosounder, un laboratoire/espace de travail de 26 m² un laboratoire de données de 17 m². Le laboratoire humide fait 32 m ².
Falkor dispose du système de positionnement dynamique et peut déployer des ROV légers. Il met en œuvre des sondeurs multi-faisceaux en eau peu profonde et profonde pour la recherche acoustique. Il embarque un bateau hydrojet de 350 cv, à coque en aluminium, avec une rampe d'étrave.